# Villa Moosbrugger

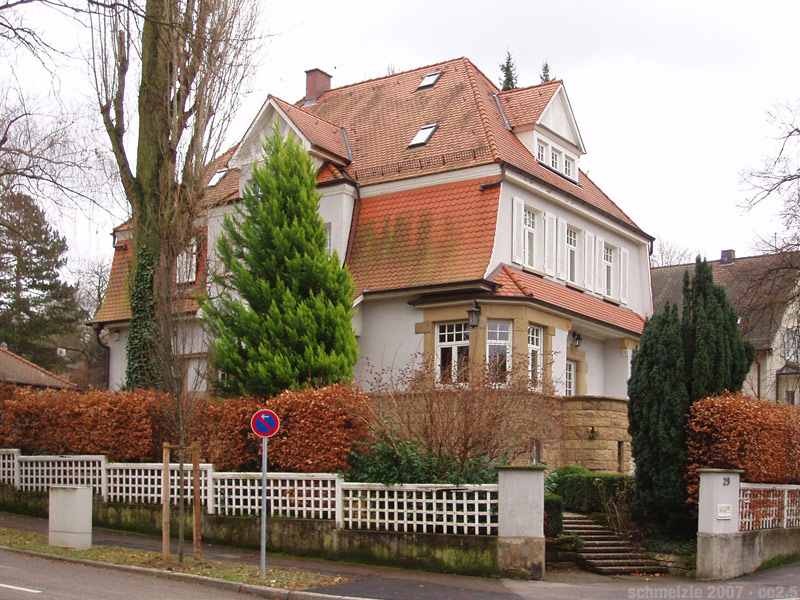
Villa Moosbrugger in Heilbronn

Die Villa Moosbrugger steht an der Gutenbergstraße 29 in Heilbronn und wurde 1908 von Theodor Moosbrugger nach eigenen Entwürfen als sein Wohnhaus erbaut. 

## Geschichte
1950 war die Villa im Besitz des Oberstudiendirektors a. D. Adolf Geiger, der das Obergeschoss bewohnte. Im Erdgeschoss befand sich die Heilbronner Geschäftsstelle des Verbands des Lebensmittel-Einzelhandels Württemberg-Baden. 1961 nutzte der Landwirtschaftsbedarfsartikelhändler Conrad Peschke das Erdgeschoss.

## Beschreibung
Es ist ein  zweieinhalbgeschossiges Wohnhaus mit Mansarddach im Heimatstil. Die hohe westliche Schmalseite zeigt Loggia und Fenstererker. An der nördlichen Längsseite befinden sich Eingang und Treppenhaus in einem schmalen, übergiebelten Risalit. Joachim Hennze, Architektur- und Kunsthistoriker und Leiter der unteren Denkmalbehörde Heilbronn beschreibt den Stil der Villa:

„Auch sein eigenes Haus baute Moosbrugger 1908 im Heimatstil. Es steht an der Ecke von Gutenberg- und Lerchenstraße, den Hauptachsen des um 1887 konzipierten und nach 1900 angelegten Villenviertels im Osten der Stadt. Der Bauherr nutzte das relativ kleine Hanggrundstück indem er die hohe westliche Schmalseite des mit einem auffälligen Mansarddach versehenen, zweieinhalbgeschossigen Wohnhauses mit Loggia und Fenstererker gliedert. Eingangsbereich und Treppenhaus legte er an die nördliche Längsseite; sie finden ausreichend Platz in einem schlanken Risalit mit Giebeldach. Erhalten haben sich auch das schöne Treppenhaus und die originale Umfriedung des Gartens.“

Julius Fekete beschreibt auch die neubarocken Details des Hauses mit dem balustergerahmten Treppenaufgang, Feston-Reliefs, profiliertes Gewände, verzierte Fenstergitter, volutengeschmückte Konsolen:

„Die auch im Inneren in wesentlichen Teilen original überlieferte Villa stellt ein gutes Beispiel für die Stilbewegung in der Wohnbaukunst des beginnenden 20. Jh. dar. Kennzeichnend ist der von einem markanten Mansarddach beherrschte, an die ländliche Herrschaftsarchitektur des 18. Jh. erinnernde Baukörper, der in der Detailbildung zusätzlich neubarocke Motive präsentiert: am Hauseingang balustergerahmter Treppenaufgang, Feston-Reliefs an den Stützen der Eingangsloggia, profiliertes Eingangstürgewände, verzierte Fenstergitter, die straßenseitige Terrasse über Rusikasockel mit volutengeschmückten Konsolen; das intime Treppenhaus mit originaler Eingangsdiele… “